# Röd strömslända
Röd strömslända (Serratella ignita) är en dagsländeart som först beskrevs av Nikolaus Poda von Neuhaus 1761.  Röd strömslända ingår i släktet Serratella, och familjen mossdagsländor. Arten är reproducerande i Sverige.